# 구암중학교 (서울)
구암중학교(龜岩中學校)는 대한민국 서울특별시 관악구 봉천동에 있는 공립 중학교이다.

## 학교 연혁
- 2003년 12월 30일 : 구암중학교 설립 인가(완성학급 36)
- 2004년 3월 1일 : 초대 김경자 교장 취임
- 2004년 3월 2일 : 제1회 입학식(452명)
- 2004년 6월 7일 : 개교 기념식 거행
- 2007년 2월 8일 : 제1회 졸업식(445명)
- 2013년 12월 30일 : 후관 3개 교실 증축 준공
- 2023년 1월 3일 : 제17회 졸업식(413명)
- 2023년 3월 1일 : 제7대 정원진 교장 취임
- 2023년 3월 2일 : 제20회 입학식(405명)

## 참고 자료
- 구암중학교 - 한국교육학술정보원 학교알리미